# Ishigakia wahlbergii
Ishigakia wahlbergii är en stekelart som först beskrevs av Per Abraham Roman 1910.  Ishigakia wahlbergii ingår i släktet Ishigakia och familjen brokparasitsteklar. Inga underarter finns listade i Catalogue of Life.